# عصية كلاوسية
العُصيّة الكلاوسيَّة (باللاتينية: Bacillus clausii)  هي بكتيريا عصية موجبة الجرام، متغيرة الحركة، وبوغة تعيش في التربة. وتُصنف على أنها كائن حيوي بروبيوتيك يحافظ على علاقة تكافلية مع الكائن الحي المُضيف. وأُجري عليها دراسات في التهابات الجهاز التنفسي، وبعض الاضطرابات المعدية المعوية.  واكتشف أنها تُنتج المواد المضادة للميكروبات التي تنشط ضد البكتيريا موجبة الجرام بما في ذلك المكورات العنقودية الذهبية، المكورات المعوية البرازية (Enterococcus faecium)، والمطثية العسيرة.

## استخداماتها الطبية
أطلقت شركة "سانوفي" دواء باسم «إنتروجيرمينا» (Entrogermina)، وهو مكمل غذائي يحتوي على أبواغ العصية الكلاوسية، ويتم استخدامها لاستعادة التوازن البكتيري في الأمعاء في حال وجود اضطراب بها.  وحيث أن بعض الحالات المرضية كمرض السكري، والسمنة، والاستخدام غير الملائم للمضادات الحيوية قد يسبب اضطرابات معوية، وذلك فأن استخدام العصية في هذه الظروف تساعد المرضى توازن الجهاز الهضمي. وخاصة في علاج الإسهال  كما أنها تساعد على تحفيز الجهاز المناعي، وبالتالي حماية الجهاز الهضمي من العدوى أو الأمراض المعوية الأخرى.

## مقاومتها للمضادات الحيوية
للعصية الكلاوسية خاصية قوية في مقاومة المضادات الحيوية، مما يعطيها ميزة طبية في إعادة توازن الفلورا الطبيعية، خاصة أثناء وبعد استخدام المضادات الحيوية 

## وصلات خارجية
https://microbewiki.kenyon.edu/index.php/Bacillus_clausii